# Gossypium exiguum
Gossypium exiguum là một loài thực vật có hoa trong họ Cẩm quỳ. Loài này được Fryxell, Craven & J.M.Stewart mô tả khoa học đầu tiên năm 1992.